# Dolichopeza subgeniculata
Dolichopeza subgeniculata är en tvåvingeart som beskrevs av Alexander 1931. Dolichopeza subgeniculata ingår i släktet Dolichopeza och familjen storharkrankar. Inga underarter finns listade i Catalogue of Life.